# 平岳

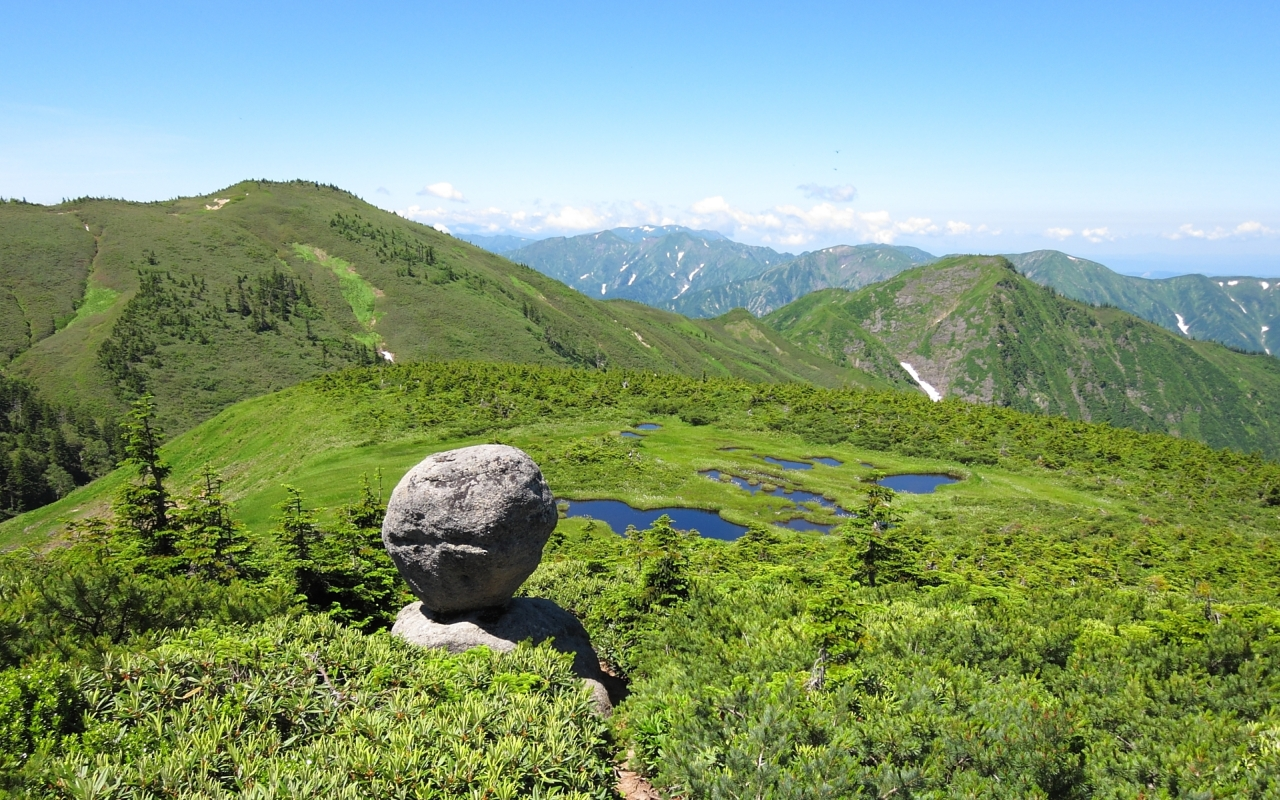
平岳和玉子石

平之岳（日语：平ヶ岳）是一座位於日本新潟縣魚沼市和群馬縣水上町交界處的標高2,141米的山峰。是日本百名山之一。山頂東北約0.2km出有一個二等三角點「平岳」（標高2,139.6m）。新潟縣一側的山域屬於越後三山只見國定公園。

## 外部連結
- 国土地理院 地図閲覧システム 2万5千分1地形図名：平ヶ岳（南西） （页面存档备份，存于）